# Instituto Histórico e Geográfico de Piracicaba
O Instituto Histórico e Geográfico de Piracicaba (IHGP), fundado em 1 de agosto de 1967, tem como patrono o primeiro presidente civil brasileiro: Prudente de Moraes, que teve grande participação histórica e econômica na cidade de Piracicaba. O objetivo principal do IHGP é preservar a história de Piracicaba por meio de um extenso acervo que registra fatos da cidade e que já extrapola as fronteiras municipais.

## História
O Instituto Histórico e Geográfico começou suas atividades por ocasião do Simpósio de Estudos Piracicabanos realizado durante as comemorações do 2º centenário da fundação da cidade de Piracicaba. Inicialmente, as reuniões aconteceram nas dependências do do Instituto de Previdência e Assistência ao Servidor Público da Prefeitura, posteriormente passou a ocupar o prédio da Faculdade de Odontologia de Piracicaba (UNICAMP) e por fim, o prédio do antigo fórum de Piracicaba. Na comemoração dos seus 20 anos o IHGP organizou a exposição "Memória Fotográfica de Piracicaba", com imagens da cidade dos anos 1900, 1920 e 1930, que ficou exposta em diferentes lugares públicos do município. Em 2016 na posse da gestão 2016-2018, Valdiza Capranico, então presidente, destaca que nos 49 anos do IHGP, houve o intuito de preservação e resgate do patrimônio da cidade, incentivo à publicação de livros, sendo que o processo de divulgação do trabalho do instituto foi intenso na última década, o IHGP foca cada vez mais em uma maior interação com a sociedade por meio da internet e das mídias sociais. Em 2017 o IHGP - instituição privada sem fins lucrativos - se sustenta com um repasse anual do poder público municipal, anuidade dos associados e contribuição de voluntários. No final de 2017 o IHGP depois de décadas instalado no centro de Piracicaba, inicia o processo de mudança para a nova sede no bairro Jaraguá, o maior desafio foi a transposição do acervo que conta com documentos e outros materiais do município, como jornais impressos desde 1880, pôsteres, quadros, esculturas, revistas, fotografias, mapas e livros. A nova sede inaugurada em março de 2018 conta com mais espaço e melhor infraestrutura, possibilitando ao instituto oferecer ao público piracicabano exposições, lançamentos de livros e outros eventos, assim como a visitação de grupos escolares. Com a inauguração da nova sede em 10 de março de 2018 o IHGP recebe atenção e prestígio da mídia local, o jornal Gazeta de Piracicaba destaca a dupla missão do instituto de guardião e propagador da história da cidade, com planos em 2018 de intensificar a proximidade com a população, sediar atividades culturais e inicializar o  projeto de digitalização do acervo. Enquanto, no mesmo sentido, o jornal A Tribuna Piracicabana explicita a importância e volume do acervo, que é consultado por instituições culturais de todo país e até do exterior, cita que o IHGP é um dos principais guardiões e incentivadores dos trabalhos de pesquisas históricas na cidade. Em seu aniversário de 51 anos o IHGP promoveu, no dia 1 de agosto de 2018, no Teatro Erotídes de Campos, no Engenho Central, uma comemoração que contou com a apresentação da Orquestra Educacional de Piracicaba e homenagem a pessoas e instituições locais que preservam a história de Piracicaba. A partir de setembro de 2018, o IHGP se empenha junto à Fundação Cultural Raízen no projeto do Museu do Açúcar a ser instalado no Engenho Central, ao proporcionar o espaço de sua sede para as discussões e apresentações do projeto a entidades e personagens locais.

## Medalha Prudente de Moraes
Segundo a lei municipal 2.122 de 10 de julho de 1974, todos os anos o Instituto pode agraciar com a medalha Prudente de Moraes três pessoas. O premiado é escolhido por votação dos membros efetivos e deve ser um benfeitor cultural ou econômico em Piracicaba. Em julho de 1977, pela primeira vez, o IHGP passa a dar a personagens de destaque ligados a iniciativas em Piracicaba que mantêm a cultura local, a Medalha de Mérito Prudente de Moraes, trata-se de uma das mais altas comendas instituídas em Piracicaba.

## Publicações
O IHGP desde o ano 1972 publica uma revista anual. A atividade de publicação da revista foi interrompida por um período e voltou ao seu curso em 1992. Assim como a revista, o instituto publica livros relacionados com Piracicaba e região. Entre as obras é destaque História de Piracicaba em Quadrinhos em dois volumes de autoria de de Leandro Guerrini. Em novembro de 2015 ocorre o lançamento do livro "Carmelo de Piracicaba: Uma História Silenciosa de Amor - Vida de Madre Teresa do Menino Jesus'" de autoria de Juliana Marília Coli, trata da construção do Convento das Carmelitas em Piracicaba, a publicação foi uma parceria do IHGP com o MInistério da Cultura -Minc. Em junho de 2018 o IHGP promove a publicação e o lançamento do livro "Nosso Pecente – A Vida de um Grande Campeão" de autoria de Sônia Barreto, trata da vida desse importante esportista piracicabano. Em junho de 2018 o IHGP financia e promove em sua sede o lançamento do Livro "O mestre da Terra – Vida e Obra de Hugo Almeida Leite", importante personagem ligado à área da agricultura e política na cidade, o livro é de autoria de seus filhos e parte do material utilizado é do acervo do IHGP. Em julho de 2018 o IHGP publica e promove o lançamento do livro de autoria de Edilson Rodrigues de Morais "Monsenhor Juliani – uma vida de fé e doação" sobre a trajetória desse religioso que tanto fez pelos piracicabanos. Em agosto de 2018 o IHGP publica e financia parte do livro "Desenvolvimento e Sustentabilidade – em Piracicaba" de autoria de Barjas Negri, então prefeito da cidade, e Miromar Rosa, o livro destaca política sustentáveis almejadas e implantadas por esse político local.